# LTS Legionovia Legionowo
Le LTS Legionovia est un club féminin de volley-ball polonais fondé en 1957 et basé à Legionowo évoluant pour la saison 2023-2024 en championnat de Pologne de volley-ball féminin de deuxième division.

## Effectifs

### Saison 2020-2021
| No                                          | Nom                                         | Date de naissance                           | Taille                         | Poids                          | Poste                          |
| ------------------------------------------- | ------------------------------------------- | ------------------------------------------- | ------------------------------ | ------------------------------ | ------------------------------ |
| 1                                           | Maja Tokarska                               | 22 février 1991                             | 193                            | 76                             | Centrale                       |
| 3                                           | Julie Oliveira-Souza                        | 1er avril 1995                              | 194                            | 83                             | Attaquante                     |
| 4                                           | Jessica Rivero                              | 15 mars 1995                                | 182                            | 80                             | Réceptionneuse-attaquante      |
| 6                                           | Olivia Różański                             | 5 juin 1997                                 | 185                            | 74                             | Attaquante                     |
| 7                                           | Daria Szczyrba                              | 2 décembre 1998                             | 180                            | 67                             | Réceptionneuse-attaquante      |
| 8                                           | Žana Zdovc Sporer                           | 22 mars 2002                                | 186                            | 70                             | Réceptionneuse-attaquante      |
| 10                                          | Shelly Stafford                             | 8 janvier 1997                              | 192                            | 76                             | Centrale                       |
| 11                                          | Izabela Lemańczyk                           | 11 décembre 1990                            | 169                            | 61                             | Libero                         |
| 12                                          | Diana Dąbrowska                             | 12 août 2001                                | 184                            | 74                             | Passeuse                       |
| 14                                          | Maja Szymańska                              | 15 avril 2002                               | 186                            | 74                             | Attaquante                     |
| 16                                          | Klaudia Kulig                               | 1er mai 1997                                | 173                            | 61                             | Libero                         |
| 17                                          | Paulina Majkowska                           | 6 février 1995                              | 185                            | 76                             | Centrale                       |
| 21                                          | Alicja Grabka                               | 9 mai 1998                                  | 178                            | 62                             | Passeuse                       |
| 62                                          | Marta Matejko                               | 21 décembre 1998                            | 197                            | 84                             | Attaquante                     |
|                                             |                                             |                                             |                                |                                |                                |
| Encadrement technique                       | Encadrement technique                       |                                             | Légende                        | Légende                        | Légende                        |
| Entraîneur : Alessandro Chiappini           | Entraîneur : Alessandro Chiappini           | Entraîneur : Alessandro Chiappini           | : Capitaine                    | : Capitaine                    | : Capitaine                    |
| Entraîneur(s) adjoint(s) : Adrian Chyliński | Entraîneur(s) adjoint(s) : Adrian Chyliński | Entraîneur(s) adjoint(s) : Adrian Chyliński | : Joueuse blessée actuellement | : Joueuse blessée actuellement | : Joueuse blessée actuellement |